# Хамід Берхілі
Хамід Берхілі (араб. حميد برحيلي) — марокканський боксер, призер чемпіонату світу серед аматорів.

## Спортивна кар'єра
Хамід Берхілі на Олімпійських іграх 1992 в категорії до 51 кг програв в першому бою Єсперу Єнсену (Данія) — 4-10.
1994 року Берхілі став чемпіоном Африки в категорії до 48 кг, а на Кубку світу програв в першому бою.
На чемпіонаті світу 1995 в категорії до 48 кг досяг найбільшого успіху у своїй кар'єрі, завоювавши бронзову медаль. Після перемог над Хосе Баптіста, італійцем Антоніо Чипріані та Ділшодом Юлдашевим (Узбекистан) у півфіналі Берхілі програв Данієлю Петрову (Болгарія) — 3-6.
На Олімпійських іграх 1996 в категорії до 48 кг переміг Альфреда Теттех (Гана) — 10-5 та Єн Сян Чжон (Китай) — 14-9, а у чвертьфіналі програв Мансуето Веласко (Філіппіни) — 10-20.